# Paraguaçu (ort)
Paraguaçu är en ort i Brasilien.   Den ligger i kommunen Paraguaçu och delstaten Minas Gerais, i den sydöstra delen av landet, 700 km söder om huvudstaden Brasília. Paraguaçu ligger 825 meter över havet och antalet invånare är 15 741.
Terrängen runt Paraguaçu är platt. Närmaste större samhälle är Elói Mendes, 19,1 km öster om Paraguaçu.
Omgivningarna runt Paraguaçu är huvudsakligen savann. Runt Paraguaçu är det ganska glesbefolkat, med 47 invånare per kvadratkilometer.